# اولریک چاواس
اولریک چاواس (انگلیسی: Ulrick Chavas؛ زادهٔ ۱۷ اکتبر ۱۹۸۰) بازیکن فوتبال اهل فرانسه است.
از باشگاه‌هایی که در آن بازی کرده‌است می‌توان به باشگاه فوتبال نیم المپیک و باشگاه فوتبال تولوز اشاره کرد.